# Naenaria chinensis
Naenaria chinensis là một loài tò vò trong họ Ichneumonidae.